# 陈春林 (商人)
陈春林（1954年—），男，汉族，中华人民共和国企业家、政治人物，曾任任湖北省总商会副会长、武汉市鹏凌集团有限公司董事局主席、总裁，第十一届全国政协委员。

## 生平
2008年，当选第十一届全国政协委员，代表经济界，分入第三十五组。